# 30 minut lub mniej
30 minut lub mniej (ang. 30 Minutes or Less) – amerykański film komediowy z 2011 roku w reżyserii Rubena Fleischera.

## Fabuła
Film opowiada historię dostawcy pizzy- Nick'a. Jego życie całkowicie się zmienia, gdy Nick zostaje porwany przez dwóch przestępców, którzy zmuszają go do napadu na bank. W momencie, w którym kończy mu się czas na wykonanie tego zadania, postanawia skontaktować się ze swoim dawnym przyjacielem Chet'em. Czas się kończy, a chłopcy muszą uporać się z przeciwnościami losu, z policją i czekającymi zabójcami.

## Obsada
- Jesse Eisenberg jako Nick Davis
- Danny McBride jako Dwayne "King Dwayne" Mikowlski
- Aziz Ansari jako Chet Flanning (Douglas Subramaniam)
- Nick Swardson jako Travis Cord
- Dilshad Vadsaria jako Kate Flanning
- Michael Peña jako Chango
- Bianca Kajlich jako Juicy
- Fred Ward jako Jerry „The Major” Mikowlski
- Brett Gelman jako Chris

## Produkcja
Za produkcję filmu odpowiedzialni byli Ben Stiller, Stuart Cornfeld i Jeremy Kramer.

## Odbiór

### Box office
Budżet filmu jest szacowany na 28 milionów dolarów. W Stanach Zjednoczonych i w Kanadzie film zarobił 37 mln USD. W innych krajach przychody również wyniosły 3,6 mln, a łączny przychód 40,6 mln dolarów.

### Krytyka w mediach
Film spotkał się z mieszaną reakcją krytyków. W serwisie Rotten Tomatoes 44% ze 162 recenzji jest pozytywne, a średnia ocen wyniosła 5,4/10. Na portalu Metacritic średnia ocen z 37 recenzji wyniosła 49 punktów na 100.